# Aspidiophorus tatraensis
Aspidiophorus tatraensis är en djurart som tillhör fylumet bukhårsdjur, och som beskrevs av Kisielewski 1986. Aspidiophorus tatraensis ingår i släktet Aspidiophorus och familjen Chaetonotidae. Inga underarter finns listade i Catalogue of Life.